# 심야의 결투
심야의 결투(금연자, 중국어: 金燕子, 영어: Golden Swallow), 원제 「금 제비」는 1968년 홍콩 영화이다.
장철 감독의 액션, 모험, 멜로/로맨스 영화로 왕우 등이 주연으로 출연하였고 런미 쇼(쇼브라더스) 등이 제작에 참여하였다. 출시명은 홍콩 콜렉션 - 심야의 결투이다.
대한민국은 「신필림」이 수입하여 1968년 11월 7일 스카라극장에서 개봉했다.

## 출연

### 주연
- 왕우
- 정패패
- 나열

### 조연
- 조심정
- 정묘
- 곡봉
- 유가량
- 고룡
- 당가
- 우마
- 양지경
- 원상인
- 강대위

## 제작진
- 무술감독: 당가
- 무술감독: 유가량